# Корабельникова Маргарита Павлівна
Маргарита Павлівна Корабельникова (19 червня 1931 — 25 грудня 2021) — радянська акторка театру і кіно.

## Біографія
Народилася 19 червня 1931 року. У 1953 році закінчила Театральне училище імені Бориса Щукіна.
Працювала в московському Театрі імені М. Н. Єрмолової, потім в московському Московському Драматичному театрі. З 1956 року — актриса кіностудії імені М. Горького. З 1965 року була першою ведучою телепрограми «Будильник».
Брала участь в радіопостановках Миколи Литвинова, Лії Веледніцкой, Бориса Тираспольського, Ростислава Плятта, записувала платівки, і досить скоро талант привів актрису на кіностудію «Союзмультфільм». Найпопулярніша роль — ведмежа Умка з однойменного мультфільму.

## Фільмографія
- 1961 — «У важкий час» — епізод
- 1961 — «Дванадцять супутників» — стюардеса
- 1964 — «Морозко» — сільська дівчина
- 1967 — «Вогонь, вода та... мідні труби» — гостя на весіллі Кощія
- 1972 — «Золоті роги» — Задоринка
- 1975 — «Що з тобою коїться?» — мама Вані
- 1983 — «Пригоди Петрова і Васєчкіна, звичайні й неймовірні» — бабця Васєчкіна